# John Nixon
 (décembre 2017).
Si vous disposez d'ouvrages ou d'articles de référence ou si vous connaissez des sites web de qualité traitant du thème abordé ici, merci de compléter l'article en donnant les références utiles à sa vérifiabilité et en les liant à la section « Notes et références ».
Pour les articles homonymes, voir Nixon.
Sir John Eccles Nixon (né en 1857 - mort en 1921) est un général britannique. Il a servi dans l'Armée britannique lors de la Première Guerre mondiale.

## Biographie

### Premières années
Nixon étudie à Instruit à Rossall School (en) puis à l'Académie royale militaire de Sandhurst, il est ensuite affecté au 75e régiment d'infanterie en 1875. En 1878, il est muté à l'état-major du Corps du Bengale et participe à la seconde guerre anglo-afghane. En 1881, Nixon prend part à l'expédition Mahsud Waziri et en 1895 à l'expédition de Chitral. En 1897, il devient chef d'état major du groupe de combat Tochi.
Durant la seconde guerre des Boers, Nixon commande une brigade de cavalerie. En 1902, il devient, en Inde, assistant au quartier-général chargé du renseignement. En 1903, il est à la tête de la brigade de Bangalore (en). En 1906, il devient inspecteur général de cavalerie en Inde et en 1908 il commande la 7e division d'infanterie indienne (Meerut) (en). En 1910, Nixon est muté au commandement de la 1re division d'infanterie indienne (Peshawar) (en), puis il devient commandant en chef de l'armée du Sud en Inde en 1912.

### Première Guerre mondiale
En février 1915, Nixon est nommé officier général commandant en chef de l'armée du Nord en Inde. Il prend la tête deux mois plus tard d'une force expéditionnaire envoyé en Mésopotamie. Il met au point un plan de campagne agressif et ambitieux qui a pour objectif la prise de Bagdad. Ce plan n'est pas soumis à l'accord de Londres : les troupes britanniques en Inde disposent depuis plus d'un siècle d'une certaine autonomie et il peut se contenter d'une approbation du gouvernement colonial de Simla.

#### Opérations en Mésopotamie
L'avance en Mésopotamie rencontre un succès initial pour les troupes de l'armée britannique d'Inde. En effet, les forces ottomanes, sous le commandement du général Halil Pacha à Bagdad et plus localement sous les ordres du général Noureddine Pacha sont mal équipées et mal approvisionnées car le leader ottoman Enver Pacha considère comme prioritaires les théâtres d'opérations du Caucase, du Sinaï et des Dardanelles, leur allouant la presque totalité des ressources en hommes et matériels. Le théâtre d'opération de Mésopotamie est considéré comme secondaire.
De janvier à novembre 1915, les troupes indo-britanniques progressent et atteignent le Tigre et l'Euphrate. L'unité la plus avancée est la 6e division d'infanterie indienne Poona (en) qui s'empare de Kut, à mi-chemin entre Bagdad et Bassora, le 28 septembre 1915. Le major-général Townshend commandant de la 6e division Poona souhaite faire une pause dans son avancée mais il reçoit l'ordre de Nixon de continuer sa progression au-delà du fleuve. À la fin de l'année 1915, la 6e armée ottomane qui tient la région est réorganisée. Elle est conseillée par un militaire allemand, le maréchal Colmar von der Goltz, et elle reçoit des renforts.
Après les premiers succès, Nixon décide d'embarquer sur un navire avec son état-major pour remonter le fleuve et atteindre Bagdad avant Noël. Cependant au cours du mois de novembre, il apprend que les troupes de Townshend ont combattu vers Ctésiphon et que l'issue du combat est incertaine. Nixon ordonne alors le retrait sur Kut, jugeant la poursuite de la progression trop hasardeuse. Le bateau à aubes de Nixon et de son état-major est attaqué des deux côtés du fleuve et s'échoue. Le nombre de victimes augmentant dans le bateau, le commandant en chef de l'expédition en Mésopotamie doit utiliser un drapeau blanc pour négocier avec les assaillants. Ces derniers sont des tribus arabes qui, voyant les troupes ottomanes bloquer les troupes britanniques, ont changé de camp et se sont associés aux Turcs. Pour repartir libre, Nixon doit payer une rançon importante pour pouvoir continuer sur Bassora. Tout le monde à bord du bateau à vapeur prête serment de garder cet incident secret sous peine de mort.
Le maréchal von der Goltz atteint Kut avec l'armée ottomane une semaine après les troupes britanniques. Townshend demande la permission de quitter Kut, permission refusée par Nixon qui attend l'arrivée de renforts. Townshend est contraint de disperser sa cavalerie et une partie des unités du Royal Flying Corps le long de la rivière tandis que l'infanterie de la 6e division Poona organise défensivement des positions autour de Kut. En décembre 1915, les renforts attendus sont encore en Égypte, malgré les messages alarmistes de Nixon sur une aggravation de la situation, les délibérations à Londres sur la nature et le nombre des renforts retardent encore leur envoi. Un autre facteur aggrave encore la situation des troupes à Kut, les assaillants ont réussi à intercepter les messages envoyés par Townshend. Ces évènements interviennent au moment le War office est en pleine réorganisation et doit maintenant centraliser et diriger l'ensemble des opérations militaires même celle validées par le vice-roi en Inde. Cette réorganisation conduit à des changements de postes à l'état-major et des changements de politique au sein du War office entrainant des retards décisionnels notamment sur le front en Mésopotamie.

#### Siège de Kut
La question de l'approvisionnement pour les défenseurs de Kut devient rapidement critique, le major-général Townshend indique ne disposer de ressources que pour un mois. En fait, la garnison résiste pendant cinq mois en réduisant les rations. Le problème d'approvisionnement oblige Nixon à regrouper rapidement ses divisions restantes et à attaquer hâtivement les troupes ottomanes pour briser le siège de Kut.
La force de secours, sous le commandement du lieutenant-général Aylmer commence ses attaques en janvier 1916. Elle oblige les troupes ottomanes à abandonner deux positions fortifiées (Sheikh Sa'ad (en) et Wadi) au prix de pertes importantes. Mais, à la bataille de Hanna (en), les troupes britanniques sont repoussées au prix de 2 700 hommes sans pouvoir capturer les positions défensives ottomanes.
Nixon est relevé de son commandement (officiellement pour raison de santé) pour la chute probable de Kut et pour son incapacité à rétablir la situation. Il est remplacé à la tête des troupes britanniques en Mésopotamie par le général Percy Lake (en) qui échoue également dans ses tentatives pour sauver la garnison de Kut et sera lui aussi limogé. En mars 1916, souffrant de stress, de fatigue et de dépression Nixon demande à être retiré du service actif. Il retourne en Inde. En 1917, une commission officielle conclut que Nixon est le principal responsable de l'échec de Kut et de l'expédition en Mésopotamie. À la suite de ces conclusions, la carrière militaire de Nixon prend fin. Il meurt quatre ans plus tard en France.